# L'Alba
L'Alba est un hebdomadaire fasciste publié en italien à Tunis en Tunisie,,.
Fondé par Giuseppe Colombo et R. A. Oliva, son premier numéro sort le 5 septembre 1935,,.
À l'occasion de la seconde guerre italo-éthiopienne, L'Alba se vante d'avoir deux compagnies de chemises noires tunisiennes, appelées Numidie et Zama, sur les champs de bataille. L'hebdomadaire publie également des attaques contre les francs-maçons et les antifascistes, et appelle les Italiens à acheter des produits italiens. Le consulat britannique considère les diatribes parues dans L'Alba comme insultantes envers le Royaume-Uni et Malte et dépose une plainte officielle contre la publication. Celle-ci est fermée par les autorités du protectorat français, le dernier numéro paraissant le 14 novembre 1935.